# Droga wojewódzka 159
Die Droga wojewódzka 159 (DW 159) ist eine 16 Kilometer lange Droga wojewódzka (Woiwodschaftsstraße) in der polnischen Woiwodschaft Lebus, die Nowe Polichno mit Skwierzyna verbindet. Die Straße liegt im Powiat Gorzowski und im Powiat Międzyrzecki.

## Straßenverlauf
Woiwodschaft Lebus, Powiat Strzelecko-Drezdenecki
-  Nowe Polichno (Pollychener Hölländer) (DW 158)
-  Skwierzyna (Schwerin an der Warthe) (DW 199)
-  Skwierzyna (Schwerin an der Warthe)